# Сидни (лек крайцер, 1934)
Вижте пояснителната страница за други значения на Сидни.
Сидни (на английски: HMAS Sydney (D48)) е лек крайцер от тип подобрен „Леандър“ на Кралските австралийски военноморски сили (RAN) в периода 1934 – 1941 г.

## Строителство
Кораба е заложен на 8 юли 1933 г. на стапелите на компаниията Swan Hunter & Wigham Richardson Limited в град Нюкасъл (Северна Ирландия). Спуснат е на вода на 22 септември 1934 г. Приет във флота на 24 септември 1935 г.

## История на службата
„Сидни“ има солиден успех в началото на Втората световна война в боя при нос Спада, но на 19 ноември 1941 г. е потопен от немския спомагателен крайцер „Корморан“, който всъщност е преправен търговски кораб. В този бой целият екипаж на кораба (645 души) загива, което е най-голямата загуба на австралийския флот в историята. Той също е и най-големият кораб на съюзниците, потънал с целия си екипаж.

## Съвременни изследвания
Издирването на „Сидни“ след войната не са прекратявани. Изследователи регулярно съобщават за откриването на останките на австралийския крайцер, но всеки път това се оказва грешка. Едва през март 2008 г. австралийския премиер потвърждава намирането на останките на двата кораба. „Корморан“ и „Сидни“ лежат на дълбочина около 2,5 километра примерно на 20 морски мили един от друг, и примерно на двеста мили югозападно от Карнарвон, Австралия. През 2015 г. Университета на Кертина заедно с Музея на Западна Австралия организират издирвателна подводна експедиция към потъналите кораби.

## Коментари
1. ↑  Всички данни се привеждат към 1939 г.
2. ↑  „Корморан“ също потъва, но по-голямата част от екипажа му се спасява.